# Haplotyp
Haplotyp (z gr. ἁπλοῦς, haploûs − "prosty", "pojedynczy") − pojęcie z dziedziny genetyki, oznaczające grupę genów, którą organizm odziedziczył po jednym z rodziców. Innymi słowy, jest to zestaw polimorfizmów pojedynczych nukleotydów (SNP), położonych na jednej chromatydzie, który dziedziczy się jako zestaw sprzężonych ze sobą alleli.
W innym znaczeniu jest to także grupa alleli, położonych w różnych miejscach (locus) chromosomu, która jest wspólnie przekazywana.